# 西营街道
西营街道，原为西营镇，是中华人民共和国山東省济南市历城区下辖的一个乡镇级行政单位。，根据鲁政字〔2019〕123号撤镇设街道，区划代码更改为370191003。

## 行政区划
西营街道下辖以下地区：
西营村、南坡村、东峪村、黑峪村、汪家场村、李家庄村、秦口峪村、西岭角村、东岭角村、红岭村、乔峪村、积米峪村、拔槊泉村、大南营村、小南营村、阁老村、藕池村、下降甘村、上降甘村、下罗伽村、上罗伽村、叶家坡村、石门沟村、天晴峪村、坔窝村、枣林村、赵家庄村、葫芦峪村、白炭窑村、林枝村、佛峪村、道沟村、石岭村、黄鹿泉村、南龙湾村、北龙湾村、夏家庄村和老峪村。